# Kreis Ruhrort

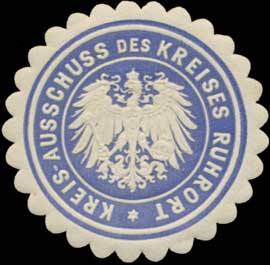
Siegelmarke Kreis-Ausschuss des Kreises Ruhrort

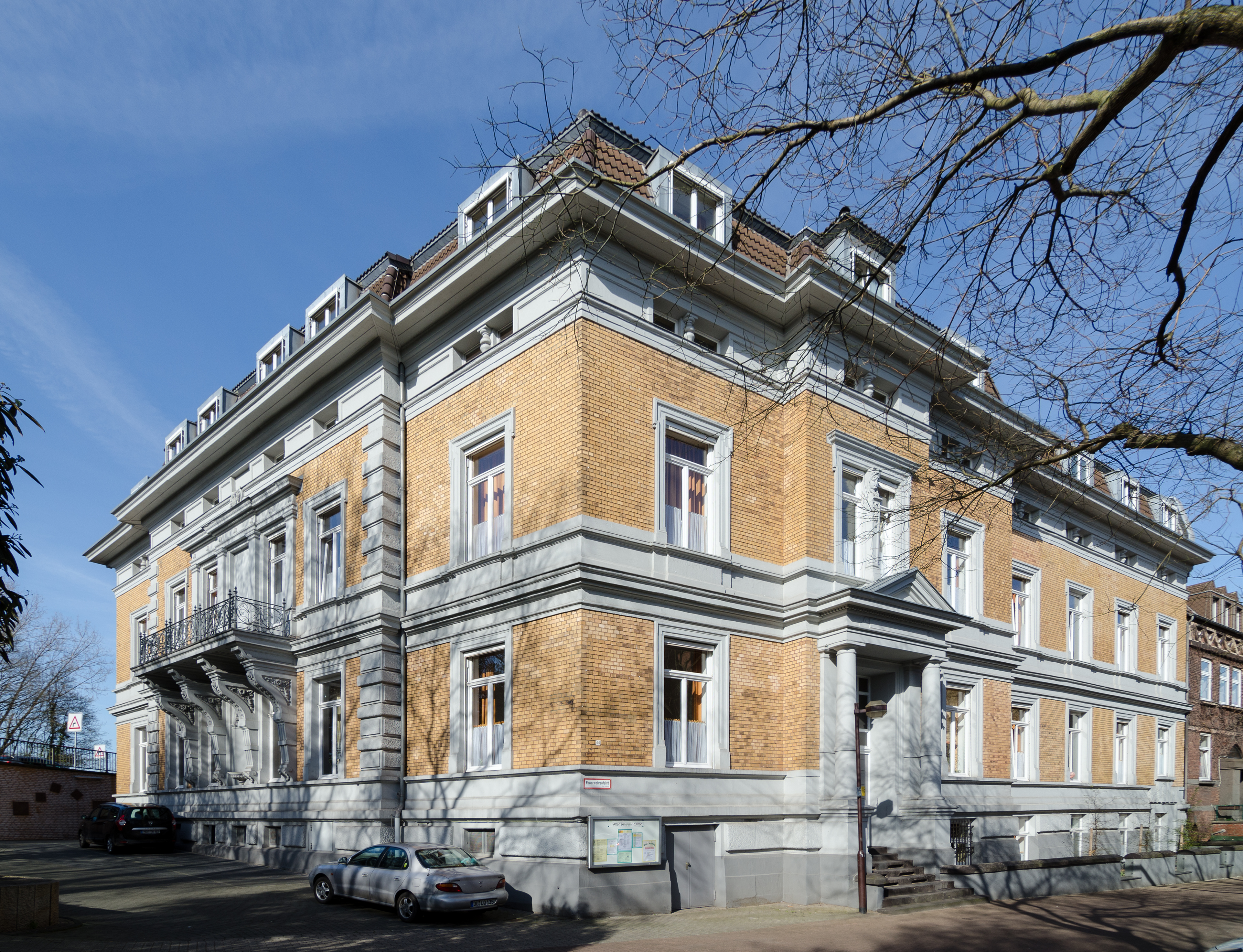
Das ehemalige Königliche Landratsamt, erbaut 1890 von August Jording, an der Fürst-Bismarck-Straße in Ruhrort

Der Kreis Ruhrort war von 1887 bis 1909 ein Landkreis im Regierungsbezirk Düsseldorf der preußischen Rheinprovinz. Er umfasste Teile der heutigen Städte Duisburg und Oberhausen sowie des heutigen Kreises Wesel.

## Verwaltungsgeschichte
Zum 1. Juli 1887 schieden die Städte Ruhrort und Dinslaken sowie die Bürgermeistereien Beeck, Dinslaken-Land, Duisburg-Land, Gahlen, Götterswickerhamm, Meiderich und Sterkrade aus dem Kreis Mülheim an der Ruhr, dem nach Ausscheiden von Duisburg und Essen verbliebenen Restgebietes des alten Landkreises Duisburg aus und bildeten den neuen Kreis Ruhrort. Der Kreis besaß zunächst die folgende Verwaltungsgliederung:
| Bürgermeisterei   | Städte und Gemeinden (1887)                                   |
| ----------------- | ------------------------------------------------------------- |
| Beeck             | Beeck, Hamborn                                                |
| Dinslaken         | Dinslaken (Stadt)                                             |
| Dinslaken-Land    | Hiesfeld, Walsum                                              |
| Duisburg-Land     | Wanheim-Angerhausen                                           |
| Gahlen            | Bruckhausen, Bucholtwelmen, Gahlen, Gartrop-Bühl, Hünxe       |
| Götterswickerhamm | Görsicker, Löhnen, Mehrum, Möllen, Spellen, Voerde            |
| Meiderich         | Meiderich                                                     |
| Ruhrort           | Ruhrort (Stadt)                                               |
| Sterkrade         | Buschhausen, Stadt und Feldmark Holten, Amt Holten, Sterkrade |

In der Folgezeit kam es zu folgenden Änderungen der Verwaltungsgliederung:
- Am 1. April 1900 wurde Hamborn zu einer eigenen Bürgermeisterei erhoben. Gleichzeitig wurden die Ortschaften Alsum, Bruckhausen und Marxloh aus der Gemeinde Beeck in die Gemeinde Hamborn umgegliedert.[3]
- Am 1. April 1902 wurde Wanheim-Angerhausen in die Stadt Duisburg eingemeindet.[4]
- Am 1. April 1904 wurde Beeck in die Stadt Ruhrort eingemeindet.[5]
- Am 1. Oktober 1905 wurden Meiderich und Ruhrort in die Stadt Duisburg eingemeindet.
- Walsum und Hiesfeld bildeten seit 1905 eigene Bürgermeistereien.[6]
- Am 1. April 1908 wurden die Gemeinden Stadt und Feldmark Holten und Amt Holten zur Gemeinde Holten zusammengeschlossen.[7]

Der Kreis Ruhrort war zuletzt wie folgt gegliedert:
| Bürgermeisterei   | Städte und Gemeinden (1909)                             |
| ----------------- | ------------------------------------------------------- |
| Dinslaken         | Dinslaken (Stadt)                                       |
| Gahlen            | Bruckhausen, Bucholtwelmen, Gahlen, Gartrop-Bühl, Hünxe |
| Götterswickerhamm | Görsicker, Löhnen, Mehrum, Möllen, Spellen, Voerde      |
| Hamborn           | Hamborn                                                 |
| Hiesfeld          | Hiesfeld                                                |
| Sterkrade         | Buschhausen, Holten, Sterkrade                          |
| Walsum            | Walsum                                                  |

Da die Kreisstadt Ruhrort 1904 in die Stadt Duisburg eingemeindet wurde, wurde am 1. April 1909 die Kreisverwaltung nach Dinslaken verlegt und der Kreis in Kreis Dinslaken umbenannt. Das Kreishaus wurde Sitz der Niederrheinische Industrie- und Handelskammer Duisburg-Wesel-Kleve zu Duisburg. Gleichzeitig wurde die Gemeinde Buschhausen auf die Städte Sterkrade und Oberhausen aufgeteilt.

## Einwohnerentwicklung
| Jahr | Einwohner |
| ---- | --------- |
| 1890 | 080.145   |
| 1900 | 146.146   |

## Nahverkehr
1893 gründete der Kreis Ruhrort die Verkehrsgesellschaft Kreis Ruhrorter Straßenbahn, die den Nahverkehr im Kreisgebiet betrieb. Die Nahverkehrsgesellschaft hatte auch noch nach Auflösung des Kreises Ruhrorts Bestand und wurde erst am 1. Januar 1941 von der Duisburger Verkehrsgesellschaft übernommen.

## Landräte
- 1887–1899 Karl von Hammacher
- 1899–1906 Eduard Kötter
- 1906–1909 Emil von Wülfing